# 默勒謝什蒂
默勒謝什蒂是羅馬尼亞的城鎮，位於該國東部，距離首府福克沙尼20公里，由弗朗恰縣負責管轄，面積92平方公里，海拔高度57米，2009年人口12,727，大多數居民信奉東正教。

## 外部連結
- Mausoleum of Mărăşeşti （罗马尼亚文）